# Prebiotická polévka

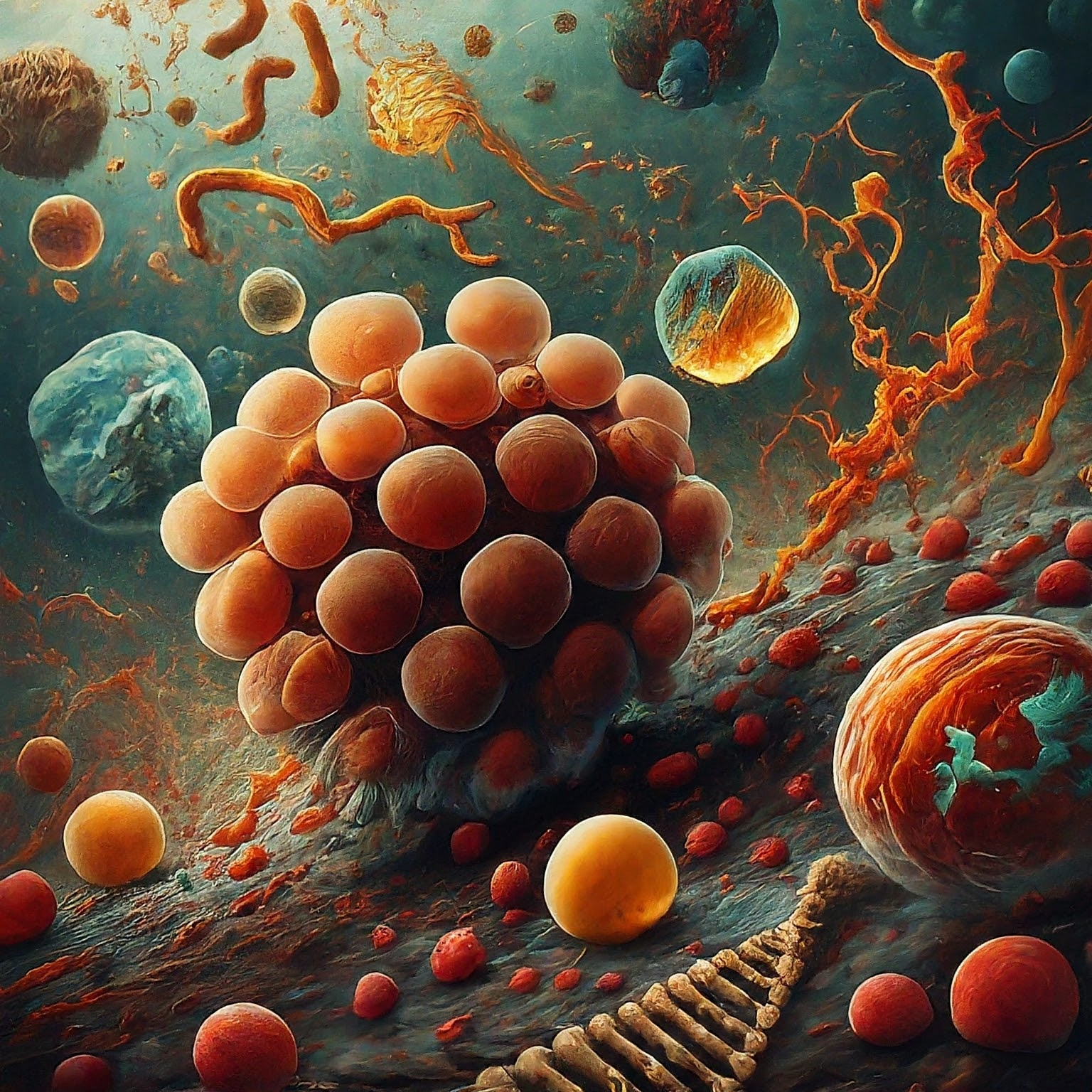
ilustrace prebiotické polévky

Prebiotická polévka je jedna z teorií vysvětlující vznik života na Zemi, jejímž autorem především je ruský vědec Alexandr Ivanovič Oparin. Základní teze publikoval v roce 1924 v knize Původ života.
Základem teorie prebiotické polévky je postupný vznik organických molekul z jednoduchých anorganických látek, přítomných na rané Zemi. Velmi podobný názor vyjádřil také Brit John Burdon Sanderson Haldane. V současnosti již takto život vznikat nemůže, protože se citelně změnily podmínky. Zejména přítomnost volného kyslíku v atmosféře brání další takové syntéze organických molekul.
Oparin předpokládal, že ze základních chemických prvků vznikaly reakcí s vodními parami methan, amoniak, oxid uhličitý, oxid uhelnatý, oxid siřičitý, kyanovodík a další. Tyto sloučeniny dále pod vlivem tepla, ultrafialového záření a elektrických výbojů reagovaly s vodíkem a vodní párou a vytvářely složitější organické molekuly - aminokyseliny, sacharidy, lipidy i nukleotidy. Vzniklé molekuly se díky silným dešťům dostávaly do vody. V menších kalužích se mohly díky periodickému vysychání koncentrovat a vznikala tak ona prebiotická polévka. Zde spolu jednotlivé sloučeniny reagovaly a polymerovaly. Vytvářely se bílkoviny z aminokyselin a nukleové kyseliny z nukleotidů.
Oparin si dále všiml, že bílkoviny vytvářejí ve vodě koacerváty - kapičky, oddělené od okolí ostrým rozhraním, jakousi membránou. Mohou dokonce pohlcovat různé látky a zvětšovat tak svůj objem, až se nakonec vlastní vahou rozdělí na několik dceřiných kapiček. Tyto koacerváty byly podle Oparina zárodky prvních buněk, zvláště když pohltily mimo jiné i nukleotidy a nukleové kyseliny. Zdokonalováním a stabilizací membrány i genů se z těch úspěšnějších vyvinuly první živé organismy.
V roce 1952 provedli Stanley Miller a Harold Urey experiment, kterým se snažili ověřit teorii prebiotické polévky. V aparatuře namodelovali podmínky archaické Země včetně silně redukční atmosféry a zkoumali, zda se vytvoří organické molekuly. Experiment byl úspěšný, později však byla celá teorie opuštěna proto, že novější výzkumy ukázaly na spíše neutrální než redukční charakter rané atmosféry. V ampulkách se vzorky z původního experimentu bylo posléze objeveno více než 20 různých aminokyselin, což je podstatně více, než Miller publikoval. Jen slabě redukční atmosféra však nestačí k vytvoření organických sloučenin podle popsané teorie. Myšlenka prebiotické polévky navíc ne zcela dobře propracovala otázku vzniku a vývoje genetického kódu.